# فهرست فیلم‌های ترسناک ۱۹۶۲
این فهرستی از فیلم‌های ترسناک است که در سال ۱۹۶۲ منتشر شده‌اند.

## فهرست
| نام فیلم            | کارگردان          | بازیگران                                        | کشور                  | ژانر/ اطلاعات                                            |
| ------------------- | ----------------- | ----------------------------------------------- | --------------------- | -------------------------------------------------------- |
| فریادهایی در تاریکی | خسوس فرانکو       | ریکاردو واله، پرلا کریستال، هوارد ورنون         | فرانسه اسپانیا        | [ ۱ ]                                                    |
| کابینه کالیگاری     | راجر کی           | گلینیس جونز، ریچارد داوالوس                     | ایالات متحده انگلستان | [ ۲ ]                                                    |
| کاپیتان کلگ         | پیتر گراهام اسکات | پیتر کوشینگ، ایوان رومن، پاتریک آلن             | انگلستان              | همچنین همچنین به عنوان «Night Creatures» شناخته می‌شود.   |
| کارناوال ارواح      | هرک هاروی         | کندس هیلیگاس، فرانسیس فیست، سیدنی برگر          | ایالات متحده          | [ ۳ ]                                                    |
| دکتر هیچکاک وحشتناک | ریکاردو فردا      | باربارا استیل، رابرت فلمینگ، سیلوانو ترانکوئیلی | ایتالیا               | [ ۴ ]                                                    |
| شب عقاب             | سیدنی هایرز       | جانت بلیر، پیتر وینگارد، مارگارت جانستون        | انگلستان              | همچنین همچنین به عنوان «Burn, Witch, Burn» شناخته می‌شود. |
| شبح اپرا            | ترنس فیشر         | هربرت لام، هیتر سیرز، تورلی والترز              | انگلستان              | [ ۶ ]                                                    |
| دفن زودرس           | راجر کورمن        | ری میلند، هیزل کورت، ریچارد نی                  | ایالات متحده          | [ ۷ ]                                                    |
| کشتار خون‌آشام‌ها     | روبرتو موری       | والتر براندی، دیتر اپلر، گراتزیلا گراناتا       | ایتالیا               | [ ۸ ]                                                    |
| قصه‌های وحشت         | راجر کورمن        | وینسنت پرایس، پیتر لوره، بازیل رتبون            | ایالات متحده          | [ ۹ ]                                                    |

## یادکردها
1. ↑  Firsching, Robert. "The Awful Dr. Orloff". آل‌مووی. Retrieved August 7, 2011.
2. ↑  Blaise, Judd. "The Cabinet of Caligari". Allmovie. Retrieved August 7, 2011.
3. ↑  Beldin, Fred. "Carnival of Souls". Allmovie. Retrieved August 7, 2011.
4. ↑  "L'Orribile Segreto del Dottor Hitchcock". Allmovie. Retrieved August 7, 2011.
5. ↑  Erickson, Hal. "Night of the Eagle". Allmovie. Retrieved August 7, 2011.
6. ↑  Pavlides, Dan. "The Phantom of the Opera". Allmovie. Retrieved August 7, 2011.
7. ↑  Binion, Cavett. "The Premature Burial". Allmovie. Retrieved August 7, 2011.
8. ↑  Curti 2015, p. 76.
9. ↑  Erickson, Hal. "Tales of Terror". Allmovie. Retrieved August 7, 2011.